# 와다 요이치
와다 요이치(일본어: 和田 洋一, 나고야, 1959년 5월 28일~)는 일본 비디오 게임 및 퍼블리싱 회사인 스퀘어 에닉스(Square Enix)와 자회사 타이토 (기업)(Taito)의 전 사장이자 대표 이사이다. 또한 컴퓨터 엔터테인먼트 협회(CESA) 전 회장, 디지털 콘텐츠 사용 촉진 회의 전 회장, 신라 테크놀로지스(Shinra Technologies) 전 사장, 일본 브랜드 및 콘텐츠 위원회 전 회원이기도 하다. 현재 메탑스(Metaps)의 사외이사이다.

## 생애
와다는 1959년 5월 28일 일본 아이치현 나고야시에서 태어났다. 10대이자 젊은 학생이었던 와다는 퐁 (비디오 게임), 스페이스 인베이더, 동키콩 및 제비우스의 팬이었다. 바르샤바에 살 때 그는 노부나가의 야망 시리즈와 삼국지 (비디오 게임 시리즈) 컴퓨터 게임 시리즈의 게임도 즐겼다. 스퀘어에 합류하기 전에 와다는 파니얼 판타지의 "큰 팬"이었지만 회사가 시리즈를 담당한다는 사실을 몰랐기 때문에 자신이 "교육받지 못한 소비자"라고 말했다. 그는 특히 D (비디오 게임)와 미스트 (시리즈), 바이오하자드 (비디오 게임 시리즈) 및 메탈 기어 시리즈의 타이틀을 포함한 초기 3D 게임을 좋아했다. 와다 CEO는 언차티드 2: 황금도와 사라진 함대(Uncharted 2: Between Thieves), 콜 오브 듀티: 모던 워페어 2(Call of Duty: Modern Warfare 2) 등 가능한 많은 서양 게임을 적극적으로 플레이하려고 노력했고, 이들 게임에 대한 코멘트를 스퀘어 에닉스 직원들에게 전달했다.